# Frank Cameron Jackson
Frank Cameron Jackson (Melbourne, 31 agosto 1943) è un filosofo australiano, professore emerito presso la "School of Philosophy" (Research School of Social Sciences) della Australian National University (ANU).
Ha trascorso gran parte della sua carriera presso l'ANU (1986–2014) ed è stato visiting professor presso l'Università di Princeton (2007–14). La sua ricerca verte principalmente sulla filosofia della mente, l'epistemologia, la metafisica e la metaetica.

## Biografia
Frank Cameron Jackson è nato il 31 agosto 1943 a Melbourne, in Australia. È il figlio di Allan Cameron Jackson, filosofo allievo di Ludwig Wittgenstein.
Jackson ha studiato matematica e filosofia all'Università di Melbourne. Ha conseguito il dottorato di ricerca in filosofia presso La Trobe University, supervisionato da Brian David Ellis. Nel 1976 ha insegnato presso l'Università di Adelaide. Due anni dopo, nel 1978, ha cominciato a dirigere il dipartimento di filosofia della Monash University. Nel 1986 è entrato a far parte della ANU come Professore di Filosofia e Responsabile del Corso di Filosofia, all'interno della "Research School of Social Sciences". Presso l'ANU è stato Direttore dell'Istituto di Studi Avanzati (1998–2001), Deputy Vice-Chancellor – Research (2001) e Direttore della "Research School of Social Sciences" (2004–7). Nel 2003 è stato nominato Distinguished Professor. Il primo agosto del 2014, contestualmente al suo pensionamento accademico, è stato nominato Professore Emerito.

## Pensiero
La ricerca filosofica di Jackson è ampia, ma è focalizzata principalmente sulle aree della filosofia della mente, della epistemologia, della metafisica e della metaetica.
In filosofia della mente, Jackson è noto per il cosiddetto knowledge argument contro il fisicalismo. Jackson motiva la sua tesi con un rinomato esperimento mentale, quello della "stanza di Mary", apparso per la prima volta nel paper "Epiphenomenal Qualia" (1982) e riproposto in forma estesa in "What Mary Didn't Know" (1986). Mary, una scienziata che vive in una stanza in bianco e nero e fa ricerche sul mondo attraverso un monitor in bianco e nero, è specializzata nella neurofisiologia della visione: ha acquisito tutto ciò che c'è da sapere sui colori, ma non ha mai avuto alcuna esperienza diretta di essi. La questione posta da Jackson è la seguente: quando Mary farà "esperienza" del colore, abbandonando finalmente la stanza in bianco e nero, imparerà qualcosa di nuovo oppure no? Se la risposta è affermativa, allora la sua conoscenza "fisica" acquisita in precedenza può essere considerata incompleta.

## Opere

### Libri
- Jackson, F. (1977). Perception: A Representative Theory. Cambridge University Press.
- Braddon-Mitchell, D. & Jackson, F. (1996). Philosophy of Mind and Cognition: An Introduction. Basil Blackwell.
- Jackson, F. (1998). From Metaphysics to Ethics: A Defence of Conceptual Analysis. Clarendon Press.
- Jackson, F. (2002). Mind, Method and Conditionals. Taylor & Francis.
- Jackson, F. (2010). Language, Names, and Information. Wiley.

### Articoli
- Jackson, F. (1982). Epiphenomenal Qualia. The Philosophical Quarterly (1950-), 32(127), 127–136. https://doi.org/10.2307/2960077
- Jackson, F. (1986). What Mary Didn’t Know. The Journal of Philosophy, 83(5), 291–295. https://doi.org/10.2307/2026143
- Jackson, F., & Pettit, P. (1990). Program Explanation: A General Perspective. Analysis, 50(2), 107–117. https://doi.org/10.2307/3328853
- Jackson, F. (1994). Armchair metaphysics. In Philosophy in mind (pp. 23–42). Springer, Dordrecht.
- Jackson, F. (1998). Reference and description revisited. Philosophical perspectives, 12, 201-218.
- Chalmers, D. J., & Jackson, F. (2001). Conceptual analysis and reductive explanation. The Philosophical Review, 110(3), 315-360.
- Jackson, F. (2003). Mind and illusion. Royal Institute of Philosophy Supplements, 53, 251-271.